# Иракли Кобахидзе
Иракли Кобахидзе (груз. ირაკლი კობახიძე; Тбилиси, 25. септембар 1978) грузијски је политичар. Од 8. фебруара 2024. обавља функцију председника Владе Грузије. Члан је странке Грузијски сан.

## Биографија
Кобахидзе је дипломирао на Правном факултету Државног универзитета у Тбилисију 2000. године. Касније, у периоду 2002-2006, усавршавао је право на Универзитету Диселдорфa у Немачкој, где је магистрирао и докторирао. Од 2006. године, Иракли Кобахидзе сарађује са међународним организацијама и академским институцијама. Неколико година био је на стручним и руководећим позицијама у Развојном програму Уједињених нација (УНДП). Истовремено, заузимао је академске положаје на Државном универзитету у Тбилисију и на Кавкаском универзитету. 
2015. године Иракли Кобахидзе је постављен за извршног секретара партије "Грузијски сан". На том положају, он је заједно са Кахом Каладзеом, генералним секретаром странке, спровео реформе унутар страначких партија углавном усмерене на јачање регионалних структура и обнављање политичког тима странке. Био је заменик руководиоца кампање за парламентарне изборе 2016. године и руководилац кампање за општинске изборе 2017. године, играјући на тај начин важну улогу у изузетном изборном успеху странке у овим годинама.
Током 2017—2018. године, под његовим вођством, у Грузији је спроведена широка уставна реформа. Новим уставом успостављен је парламентарни систем власти европског типа. Поделио је надлежности између различитих грана власти у складу са принципом поделе власти, увео пропорционални систем парламентарних избора, ојачао улогу парламента и политичких права опозиције, унапредио уставне гаранције људских права, независност правосуђа и локалне самоуправе и уговорио интеграције у ЕУ и НАТО као уставни задатак свих уставних тела.
Под руководством Ираклија Кобахидзеа, парламент Грузије је ојачао своје међународне везе - парламент је активно учествовао у спровођењу политике непризнавања окупираних региона Грузије; основане су парламентарне скупштине Грузије-Украјине-Молдавије и Грузије-Пољске; са већим бројем парламената земаља партнера потписани су уговори о стратешкој сарадњи.
Иракли Кобахидзе је донео одлуку да одступи са председавајућег положаја када је заменик Руске Думе Сергеј Гаврилов произвољно сео на место председника парламента у току заседања Парламентарне скупштине православља у пленарној сали парламента Грузије. Тренутно је Иракли Кобахидзе посланик, потпредседник ПАЦЕ, извршни секретар, члан политичког савета и менаџер кампање партије "Грузијски сан", као и професор Правног факултета Државног универзитета у Тбилисију.
Кобахидзе је у марту 2019. године, у својству председника Парламента Грузије, посетио Србију, узвраћајући посету председнице Народне скупштине Републике Србије Маје Гојковић из јануара 2018. "Будућност Грузије и Србије је унутар европске породице нација и ми верујемо да ће наша заједничка тежња ка уједињеној и слободној Европи која живи у миру постати стварност", рекао је Кобахидзе обраћајући се посланицима на 21. посебној седници у Скупштини Србије. Кобахидзе је навео да је започет политички дијалог, основана међународна привредна комора, те подсетио да ће у петак у Београду отворити први пословни форум и почасни конзулат Грузије у Србији.
Године 2024. Кобахидзеова странка номиновала је за председника Грузије, бившег фудбалера Михаила Кавелашвилија.